# Секрет (гурт)
«Секрет» — радянський та російський рок-гурт. Великого успіху досяг у своєму класичному складі «біт-квартету», образно і музично викликаною асоціацією з рок-гуртом «The Beatles».

## Біографія
Ансамбль був створений у 1983 році в Ленінграді Миколою Фоменко, Максимом Леонідовим та Дмитром Рубіним, випускниками Ленінградського державного інституту театру, музики і кінематографії. 20 квітня 1983 року відбулася перша репетиція гурту у складі, що став згодом «класичним»: Максим Леонідов, Микола Фоменко, Андрій Заблудовський і Олексій Мурашов. Назва походить від однієї з пісень The Beatles — «Do you want to know a secret?».
Навесні 1984 року музиканти записують магнітофонний альбом «Ти і я» (звукорежисером виступив колишній барабанщик «Автоматичних задовольнювачів» Ігор «Панкер» Гудко), трохи пізніше вступають до Ленінградського рок-клубу і в травні стають лауреатами його II фестивалю, виконавши свої перші хіти «Тисяча пластинок» і «Вона не розуміє», а також кавер-версію пісні Майка Науменка «Мажорний рок-н-рол». На початку 1985 року гурт переходить на професійну естраду в рамках Ленконцерту. 25 липня 1985 року «Секрет» тріумфально виступив у Ленінградському палаці молоді, в 1984—1989 роках брав участь у телепрограмах «Кружляють диски», «Ранкова пошта» і «Музичний ринг» (з піснями у форматі відео), об'їхав з концертами весь Радянський Союз, гастролював з гуртом «Машина часу»
У 1987 році фірма «Мелодія» випускає другий альбом гурту, двічі платиновий альбом «Біт-квартет „Секрет“». Практично всі пісні альбому вже були хітами: «Привіт» (її співавтор Рубін пісню взяв із собою, коли свого часу перейшов з «Секрету» до гурту «Інтеграл», і вона увійшла до репертуару обох колективів), «Твій тато був прав», «Сара Барабу», «Моя любов на п'ятому поверсі» та інші.
У 1988 році учасники гурту організують рок-театр-студію «Секрет», де ставлять спектакль «Король рок-н-ролу» про Елвіса Преслі та беруть участь у десятках телепрограм, частина з яких і самі придумують. Паралельно гурт записує альбом «Ленінградське час» (1989), дещо відійшовши від стилістики ранніх Beatles: обтяжений сучасний звук і більш «серйозні» тексти.
У 1989 році з «Секрету» йде Максим Леонідов (в 1990—1994 роках проживав в Ізраїлі), і до 1996 року гурт виступає і записується як тріо. Деякий час успіх супроводжує гурт, завдяки позальбомним речам «золотого» періоду, випущених у збірці «Секрет 85-89» («Орися-балерина» тощо) і постійної присутності Миколи Фоменка на телебаченні. Нові випуски групи, альбоми «Оркестр в дорозі» (1991) і «Не переживай» (1994), зроблені в стилістиці джаз-року, виявилися нерівними. Після виходу альбому «Blues de Moscou» в 1996 році Фоменко остаточно концентрується на кіно і театрі та покидає гурт. Андрій Заблудовський і Олексій Мурашов організують колектив «Секрет-5», який у 1998 році перетворюється в «Секрет-99» під керівництвом Заблудовського. В такому вигляді вони продовжували виступати зі старим репертуаром і записувати альбоми.

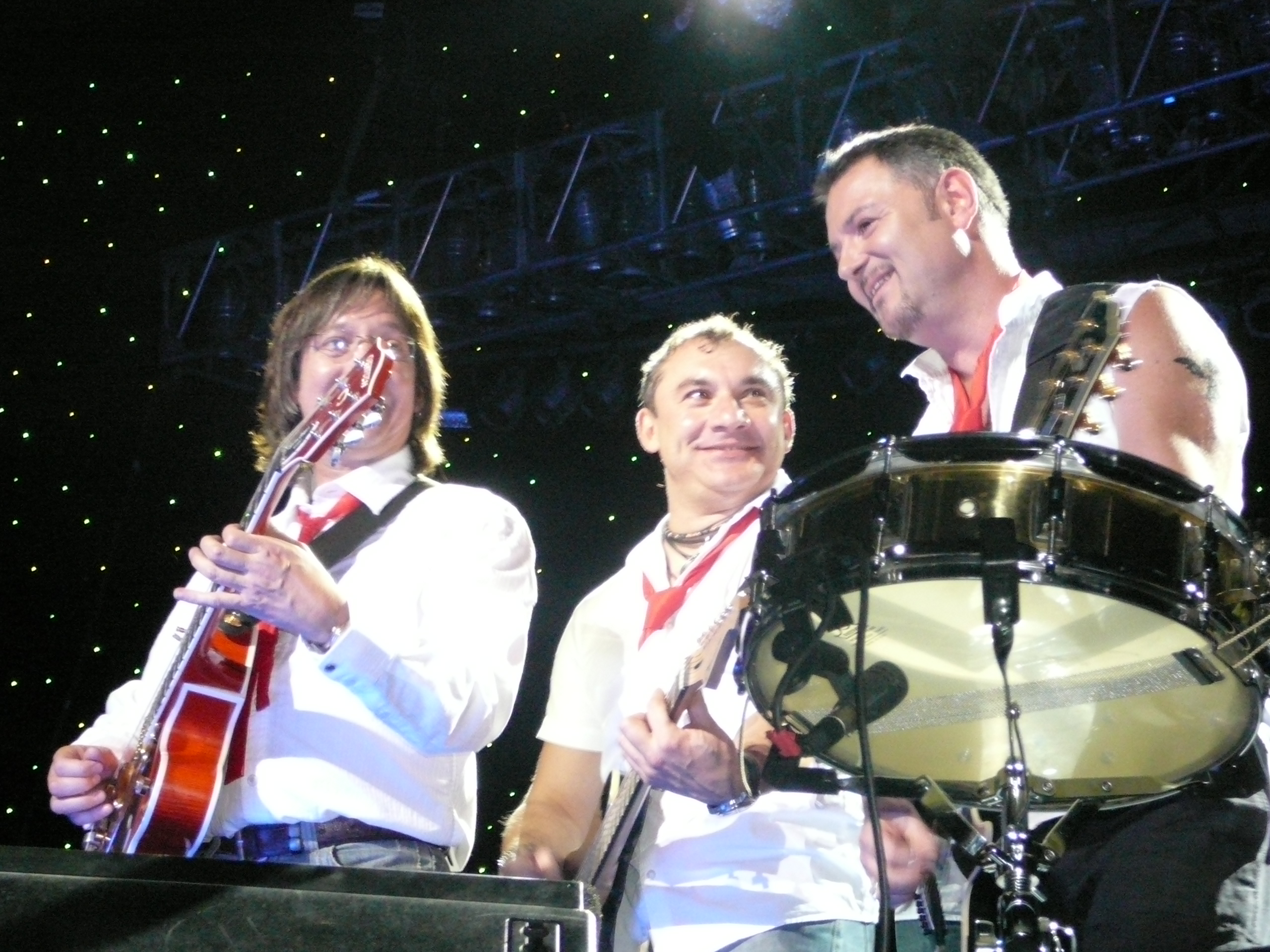
Концерт «Секрету» в БКЗ «Жовтневий» 30 жовтня 2007 року

У 1997 році «Секрет» дає в оригінальному складі п'ять концертів у Театрі естради в Москві і мюзик-холі Санкт-Петербурга. У 1999 році він виступає на стадіоні «Петровський» в Санкт-Петербурзі, а в 2003 році з успіхом проводить серію виступів на честь 20-річчя групи в Кремлі і БКЗ «Жовтневий». Спеціально до ювілею біт-квартет «Секрет» вперше за багато років записав нову пісню «Нічого не зникає», написану Максимом Леонідовим. Після чого був випущений триб'ют-альбом «Секретні матеріали», що складається з кавер-версій, виконаних провідними рок-виконавцями країни. В рамках туру відбулися концерти в Санкт-Петербурзі та Києві. 30 жовтня 2007 року «Секрет» знову об'єднався, давши концерт в БКЗ «Жовтневий». Виконавцям у цьому концерті допомагала група Максима Леонідова Hippoband. Обіцяні концерти на честь 25-річчя групи в 2008 році не відбулися.
Заблудовський, Фоменко та Мурашов відродили гурт у 2009 році. 13 лютого 2012 року в БКЗ «Жовтневий» і 17 лютого 2012 року в новому московському Театрі мюзиклу гурт у оригінальному складі виступила на ювілейних вечорах Максима Леонідова.
На початку 2013 року біт-квартет «Секрет» в повному складі знову зібрався в студії для запису нового матеріалу. 15 березня в радіоефірі та Інтернеті відбулася прем'єра нової пісні «Все це і є любов». Це перша композиція авторського тандему Леонідов — Фоменко з часу розпаду біт-квартету в 1989 році. Ще чотири пісні — «Літаки — поїзда» (М. Леонідов — М. Фоменко), «Серенада» (А. Заблудовський — М. Леонідов), «Двоє» (А. Мурашов) і «Забирай моє серце» (М. Леонідов — М. Фоменко) були представлені публіці трохи пізніше.
26 квітня 2013 року відбувся випуск максі-синглу «Секрет 30», до якого увійшли п'ять нових пісень колективу і акустична версія пісні «Все це і є любов».
У квітні 2013 року в Crocus City Hall в Москві, в Льодовому палаці в Санкт-Петербурзі, а також в Мінську та Києві відбулися концерти групи, присвячені 30-річчю колективу. У 2013 році виступили на рок-фестивалі «Навала». У липні 2013 року біт-квартет «Секрет» випустив перший з моменту свого розпаду відеокліп на пісню Леонідова-Фоменко «Забий!». У цьому ж році музиканти написали і виконали головну пісню для фільму «Ялинки 3». Учасниками музичного відео, прем'єра якого відбулася 2 грудня 2013 року, стали більше восьми тисяч осіб з 11 міст — Санкт-Петербурга, Уфи, Магнітогорська, Краснодара, Єкатеринбурга, Пермі, Воронежа, Іркутська, Алмати, Владикавказа і Калінінграда.
Презентація альбому «Все це і є любов» відбулася в рамках московського і петербурзького концертів у квітні 2014 року.
13 лютого 2015 року група отримала приз у номінації «Легенда» на VIII щорічній російській національній премії «Чартова дюжина».
У листопаді 2017 році стартував тур «Секрету» на честь 35-річчя. Класичний склад відіграв концерти в Москві, Мінську та Санкт-Петербурзі. У грудні тур продовжився в Німеччині, де відбулося сім концертів.

### Класичний склад
- Максим Леонідов — вокал, ритм-гітара, клавішні, музика, тексти (1983—1990, 1997, 1999, 2003, 2007, 2012, 2013 — теперішній час)
- Микола Фоменко — вокал, бас-гітара, ритм-гітара, музика, тексти (1983—1996, 1997, 1999, 2003, 2007, 2010 — теперішній час)
- Андрій Заблудовський — вокал, соло-гітара, скрипка, музика, тексти (1983 — теперішній час)
- Олексій Мурашов — вокал, ударні (1983—1998, 1999, 2003, 2007, 2010 — теперішній час)

Сесійний музикант
- Михайло Паклін — клавішні

Колишній учасник
- Дмитро Рубін — соло-гітара, вокал (1983)

## Дискографія

### Номерні альбоми[6]і сингли
- 1984 — Ти і я
- 1987 — Секрет
- 1988 — Серце північних гір
- 1989 — Ленінградське час
- 1990 — Крок за кроком
- 1991 — Оркестр в дорозі
- 1994 — Не переживай
- 1996 — Blues de Moscou
- 1997 — П'ять
- 2014 — Все це і є любов

### Сингли та EP
- 2013 — Секрет 30
- 2013 — «На будь-якій стороні Землі» (OST Ялинки 3)

### Офіційні збірники та перевидання
- 1994 — Біт-квартет " Секрет
- 1997 — The Best
- 2001 — Блюз бродячих собак
- 2003 — Секретні матеріали
- 2003 — 20 років

## Фільмографія
- 1987 — Як стати зіркою